# Congost (hidrografia)

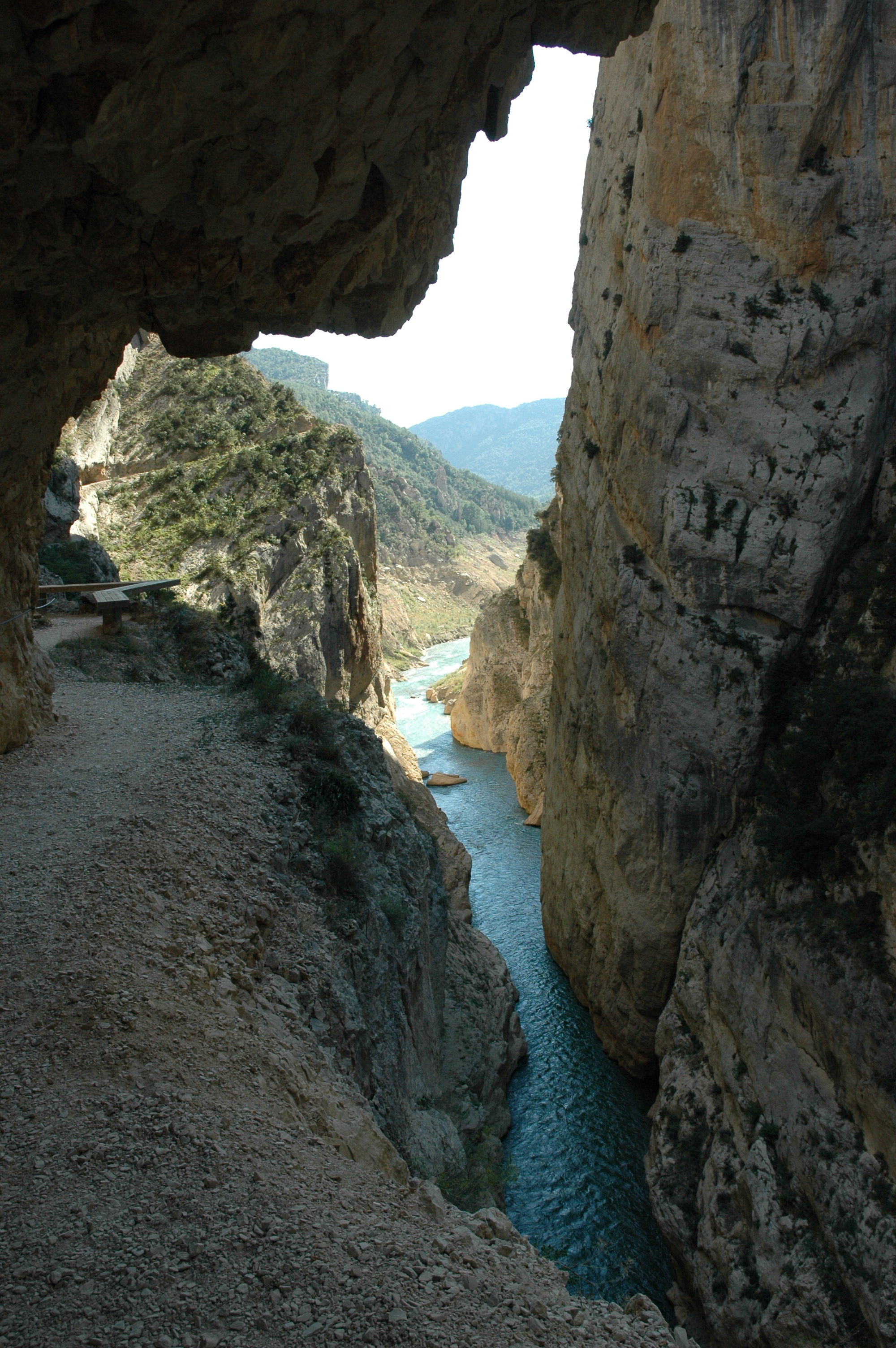
El congost de Mont-rebei seguint el camí de la banda catalana

Un congost és una clotada o pas estret i no gaire llarg entre dues muntanyes, o una vall estreta entre muntanyes abruptes, excavada per les aigües d'un curs d'aigua. Sovint prové d'un llarg procés d'excavació i erosió produït per la davallada del riu.
També rep els noms de fou, desfilat, gorja (sovint en pl. gorges), canyó i estret i, dialectalment, frau o afrau (Principat), freu i escollat (mallorquí), escanyall (Osona i Empordà), i engorjat (central).

## Congosts als Països Catalans
Als Països Catalans hi ha abundants exemples, com ara (llista encara incompleta):

### Andorra
- Gorja de la Grella,[11] a la Ribera d'Ordino, de la Maçana, a Andorra.

### Catalunya del Nord

#### Conflent
- Les Gorges de Nyer, a la Ribera de Mentet, en el terme de Nyer, al Conflent.
- Les Gorges de Carançà, al Torrent de Carançà, en el terme de Toès i Entrevalls, al Conflent.
- Les Gorges del Llec, al Conflent.

#### Vallespir
- Les Gorges de la Fou, al torrent de la Fou, entre els termes de Cortsaví i Montferrer, al Vallespir.

### Catalunya del Sud
- Congost del Cairat o pas de la Rabassa (Llobregat).[12]
- Congost del Codó, (Alt Urgell).[13]
- Congost de Collegats, on la Noguera Pallaresa separa la serra de Peracalç (a ponent) de la de Boumort (a llevant), al Prepirineu. Comarques de Pallars Sobirà i Pallars Jussà.
- Congost d'Erinyà, al Pallars Jussà, format pel riu Flamisell.
- Congost d'Escales, anomenat també Pas d'Escales i congost de Sopeira.[14]
- Congost dels Esplovins, (Alt Urgell).[15]
- Congost de Fraguerau, al riu de Montsant, Priorat.
- Congost de Mont-rebei, on la Noguera Ribagorçana separa el Montsec d'Ares del Montsec d'Estall en travessar la serra del Montsec.
- Congost de Siscarri,[16] a la Ribagorça
- Congost del riu de la Canaleta,[17] Terra Alta
- Congost del Seguer, del municipi d'Àger (la Noguera).[18]
- Congost del Ter, on el riu separa les Guilleries (al sud) del Collsacabra (al nord), a la Serralada Transversal.
- Congost de Terradets o Pas de Terradets,[19] o dels Terradets, on la Noguera Pallaresa separa el Montsec de Rúbies (a llevant) del Montsec d'Ares (a ponent) en travessar la serra del Montsec. Comarques de la Noguera i Pallars Jussà.
- Congost de Tresponts (Alt Urgell).[20]
- Estret de la Riba, al riu Francolí, on el Brugent s'ajunta, entre les muntanyes de Prades i la serra de Miramar, a l'Alt Camp.
- Estret de les Cabanotes[21]
- Estret de Mollet[22]

### Illes Balears

#### Mallorca

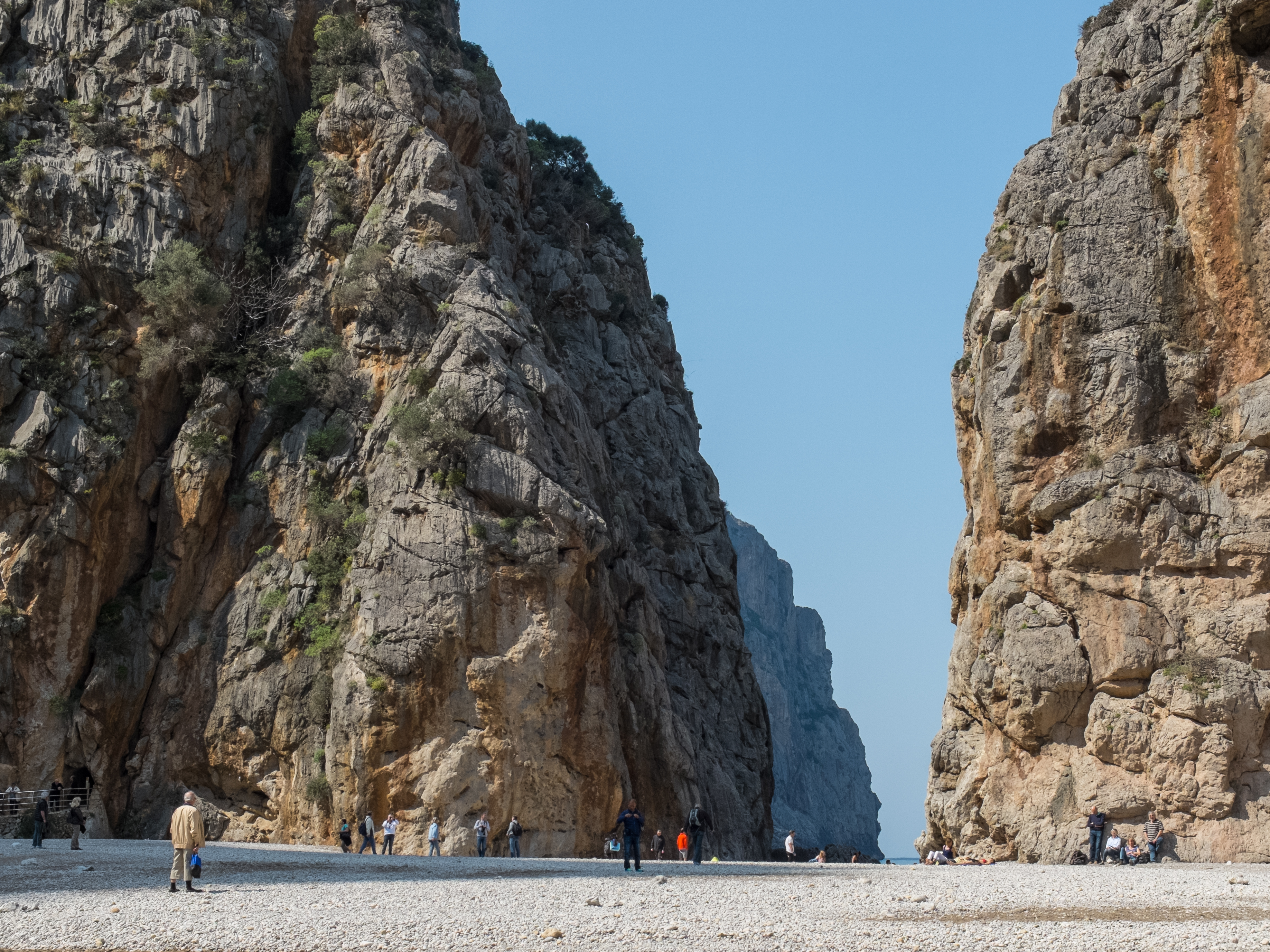
Desembocadura del Torrent de Pareis, a les proximitats de la Calobra

Els congosts de Mallorca són formats en terrenys càrstics. Es tracta de morfologies fonamentalment fluviotorrencials que constitueixen un element característic de l'agrest paisatge calcari de la Serra de Tramuntana. L'acció abrasiva de l'aigua sobre la roca calcària i els processos de dissolució càrstica hi han actuat a favor de grans fractures d'origen tectònic formant freus estrets, de llit abrupte i difícil accés. Les parets verticals del Torrent de Pareis superen els 200 metres en un recorregut de més de tres quilòmetres.
- Barranc de Biniaraix
- Sa Fosca, un segment molt embarrancat i estret del Torrent del Gorg Blau.
- Torrent de Pareis, el més emblemàtic de tota la Serra per la seva llargària.

### Occitània lligada històricament amb Catalunya
- Les Gorges de Galamús, al riu Aglí, a Sant Pau de Fenolhet, de la Fenolleda.

### País Valencià
- L'avenc del Xúquer, a la Vall de Cofrents.
- Congost d'Agres[24]
- Estret de les Aigües de Bellús[25] (Vall d'Albaida i La Costera)
- L'Estret,[26] a la Ribera Alta.
- Gorja del Mascarat, dins el terme d'Altea (Marina Baixa).[27]
- Les Gorges del Cabriol (riu Cabriol), a la Plana d'Utiel.
- Pas de l'Infern,[28] dins el terme de L'Orxa (El Comtat).

## Congosts d'Aragó

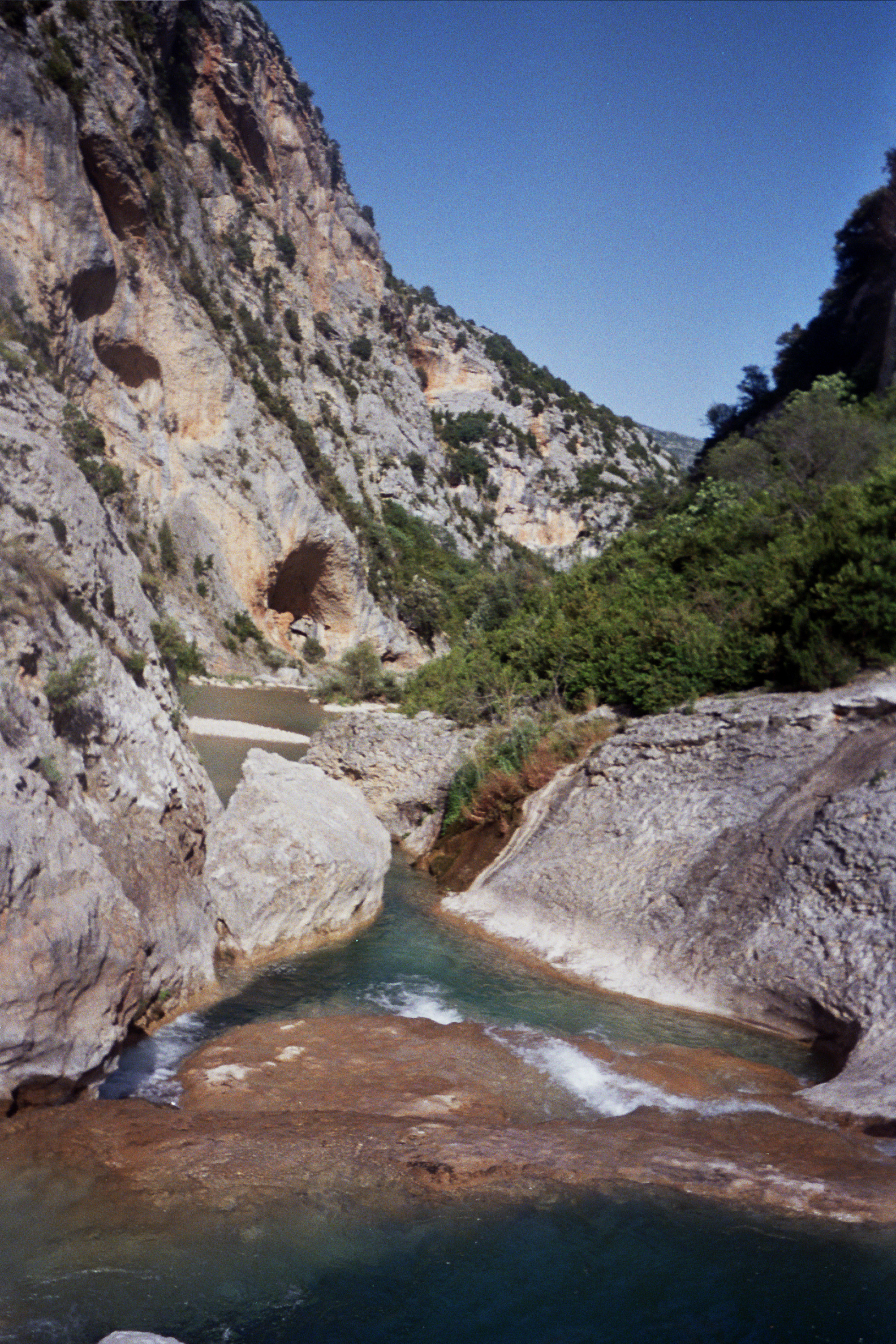
Congost a la Serra de Guara

- El Congosto de Ventamillo[29] o Congost del Ru[30] dona accés a la Vall de Benasc situada també a la Ribagorça al seu pas entre les poblacions de Seira[31] i El Run.[32] El Congosto de Ventamillo és una enorme escletxa, d'uns 4 km. La fisonomia de la zona són bàsicament roques calcàries i el lloc per on les glaceres que descendien dels massís de la Maladeta baixaven de les muntanyes.

- El Canyó d'Añisclo és una vall dels Pirineus a Aragó inclosa totalment dins la comarca del Sobrarbe, que des de la muntanya (Mallo) de les Tres Sorores (Tres Serols) discorre durant 10 km fins a la desembocadura del barranc d'Aso al riu Bellós.[33]

- El congost d'Olvena del riu Éssera, sobre el qual cal creuar per arribar a la població d'Olvena enfilada sobre els cingles. Al costat del pont modern n'hi ha un altre de romà, a inferior alçada, anomenat Pont del Diable. Olvena va ser la Holón dels romans, plaça forta per la seva estratègica situació, conquerida pel cònsol Fulvio. Des d'allà es va defensar[34] el pas del congost.

- Les Goles d'Escuaín. Entre la vall de Pineta i el Canyó d'Añisclo, a una alçada que oscil·la entre els 1.200 i els 1.400 metres, està situat aquest congost, excavat pel riu Yaga, amb cascades espectaculars i caigudes que superen[35] els 200 metres.

- Congost de la Boca de l'Infern a l'extrem nord del municipi, dins l'anomenada Selva de Oza, espai natural d'alta muntanya amb una gran diversitat de flora i fauna pirinenca, en Valle de Hecho. La vall ha estat declarada Parc Natural. El congost es troba[36] entre les parets de calcària dels massissos de Peña Forca i Bisaurín.

- Estret de Saünc[37] (Ribagorça)

- Les gorges Galants,[38] Ribagorça

- El Congost de Camporrells[39]

- El Congost d'Ovarra[40] (o Congost de la Croqueta) és un pas estret que separa els municipis de Les Paüls i de Beranui, situat entre el Turbó i la serra de Sis, a la comarca de la Baixa Ribagorça, dins de la Vall de l'Isàvena.

- Estrets o gúbies del Parrissal, al riu Matarranya, prop de Beseit i Vall-de-roures.

- El Pas de les Devotes[41]

- Congustro de Carrasquer.

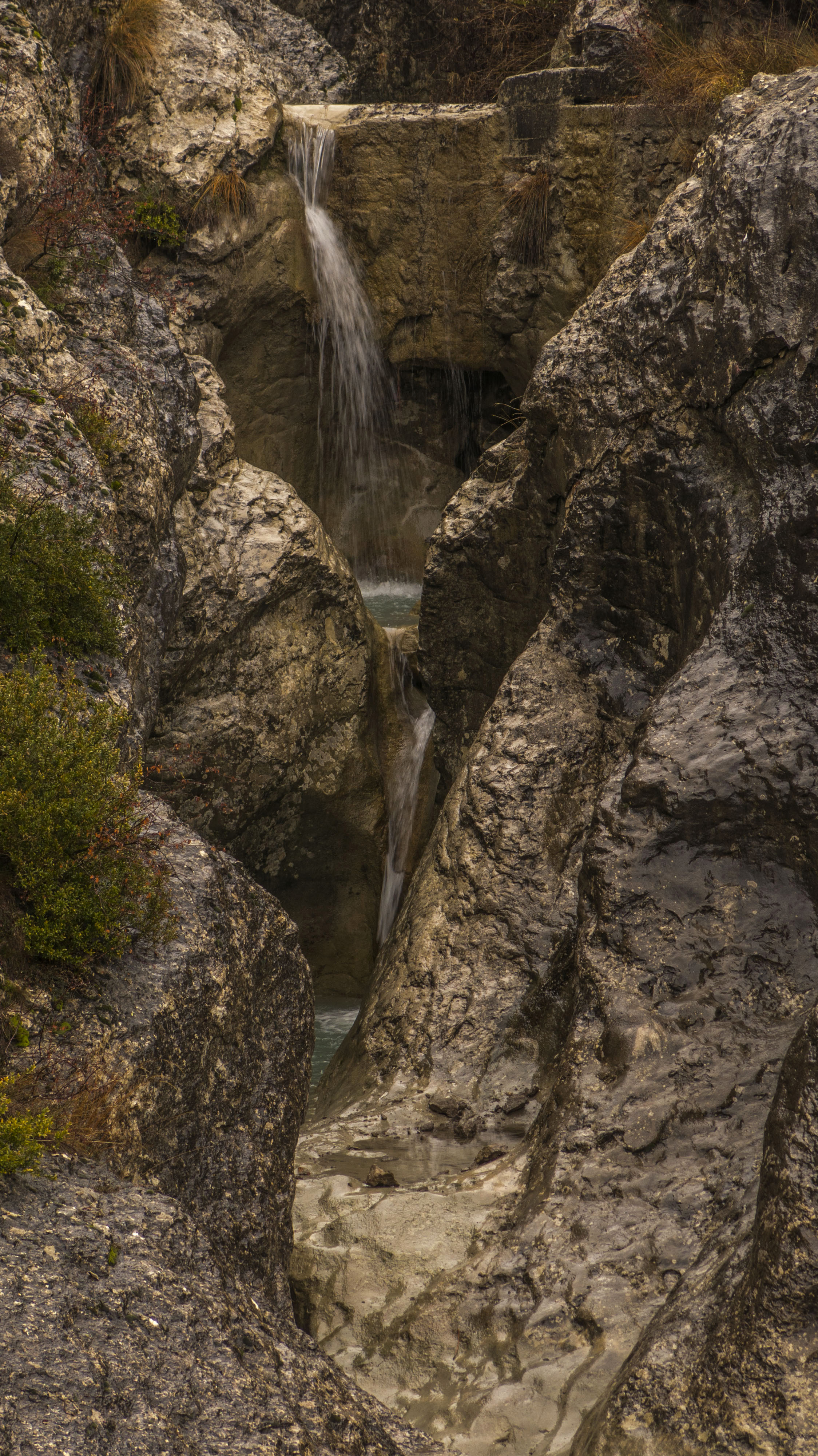
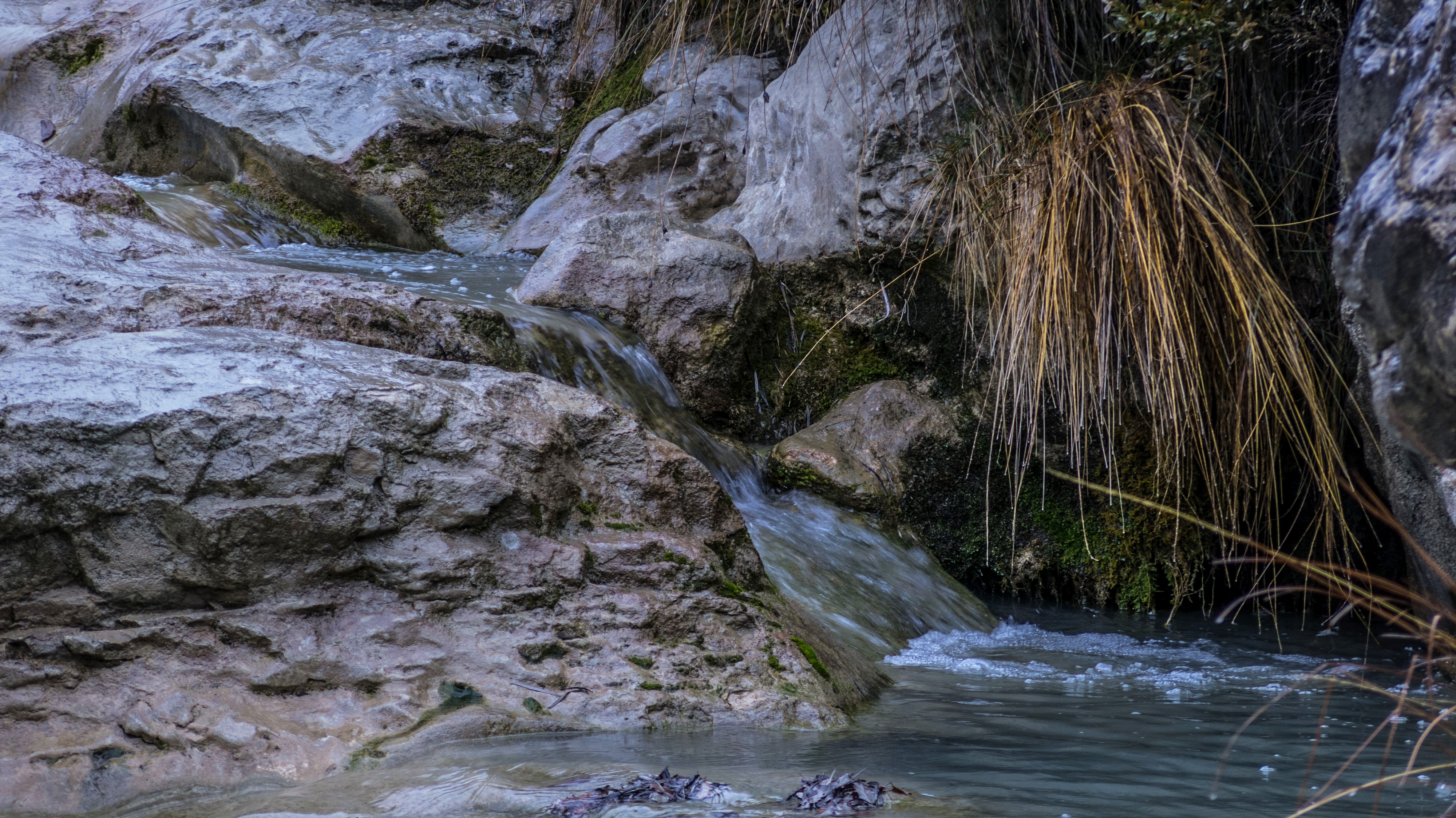
Congost del Barranc de Carrasquer
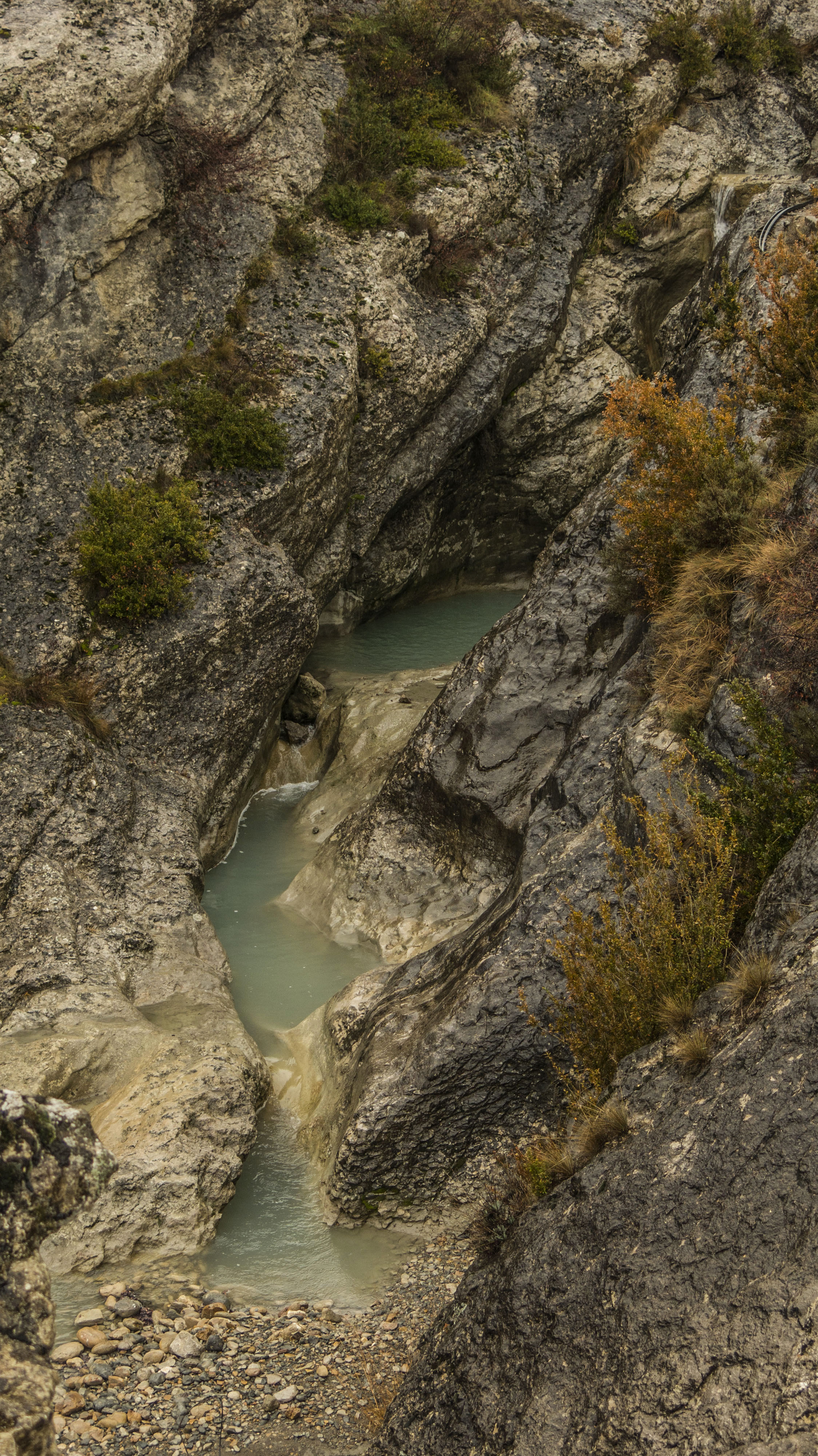

## Congosts del món
Alguns dels congosts més famosos són al continent americà, com ara el Gran Canyó als Estats Units.
També n'hi ha a Occitània: les gorges del Tarn (als departaments de la Losera i l'Avairon) i les de Verdon (en occità: Gòrgas de Verdon), a la Provença.